# گذشته‌های محتمل تو
گذشته‌های محتمل تو (به انگلیسی: Your Possible Pasts) یک آهنگ از آلبوم برش نهایی گروه موسیقی پراگرسیو راک پینک فلوید است که در سال ۱۹۸۳ منتشر شد.
این آهنگ، بازنویسی نسخه پیشین آن است که برای قرارگیری در آلبوم دیوار رد شده بود.

## همراهان در ساخت آهنگ
- راجر واترز - خواننده و گیتار بیس،اثرهای صوتی،گیتار آکوستیک
- دیوید گیلمور - گیتار الکتریک
- نیک میسن - درام

بهمراه:
- مایکل کی‌من - پیانو و ارکسترال
- اندی باون - ارگ
- ری کوپر - ساز کوبه‌ای